# Drupal
Drupal (prononcé à l'anglaise /ˈdruːpəl/) est un système de gestion de contenu (CMS) libre et open-source publié sous la licence publique générale GNU et écrit en PHP. Il permet la création et l'entretien de sites Web de manière plus rapide et plus efficace que la mise en œuvre d'une arborescence de pages HTML/CSS classique.

## Historique
Conçu en 2000 à l'université d'Anvers par Dries Buytaert comme un forum (message board) entre amis, Drupal évolue vers un « assembleur rapide de site web » (rapid website assembler). Son code est ouvert depuis 2001.
Le nom Drupal est une traduction anglaise du mot néerlandais druppel, qui signifie “goutte”. L'idée est sans doute liée à l'existence d'un site Drop.org, aujourd'hui disparu, que Dries Buytaert avait voulu appeler “dorp” (mot néerlandais signifiant "village") en raison de son but communautaire. L'histoire veut que Dries Buytaert ait fait une erreur de frappe lors de la vérification du nom de domaine et ait pensé que l'erreur sonnait mieux.
En 2009, Drupal est classé 1er du concours organisé par la société britannique Packt dans la catégorie Best Open Source PHP CMS, devant WordPress et Joomla!. Il fait également son entrée en première position dans le Hall of Fame Award nouvellement créé, suivi par Joomla!.
En septembre 2009, 500 000 sites l'utilisent.
En 2010, Angela Byron annonce que Drupal équipe à peu près 1 % des sites Internet mondiaux.
En mai 2014, la société Acquia (dédiée à Drupal et créée par son fondateur) lève 50 millions de dollars auprès de New Enterprise Associates (NEA) et Split Rock Partners.
En 2018, Drupal est utilisé par 3,5% des sites web à travers le monde. C'est le 3e système de gestion de contenu le plus utilisé derrière WordPress et Joomla.

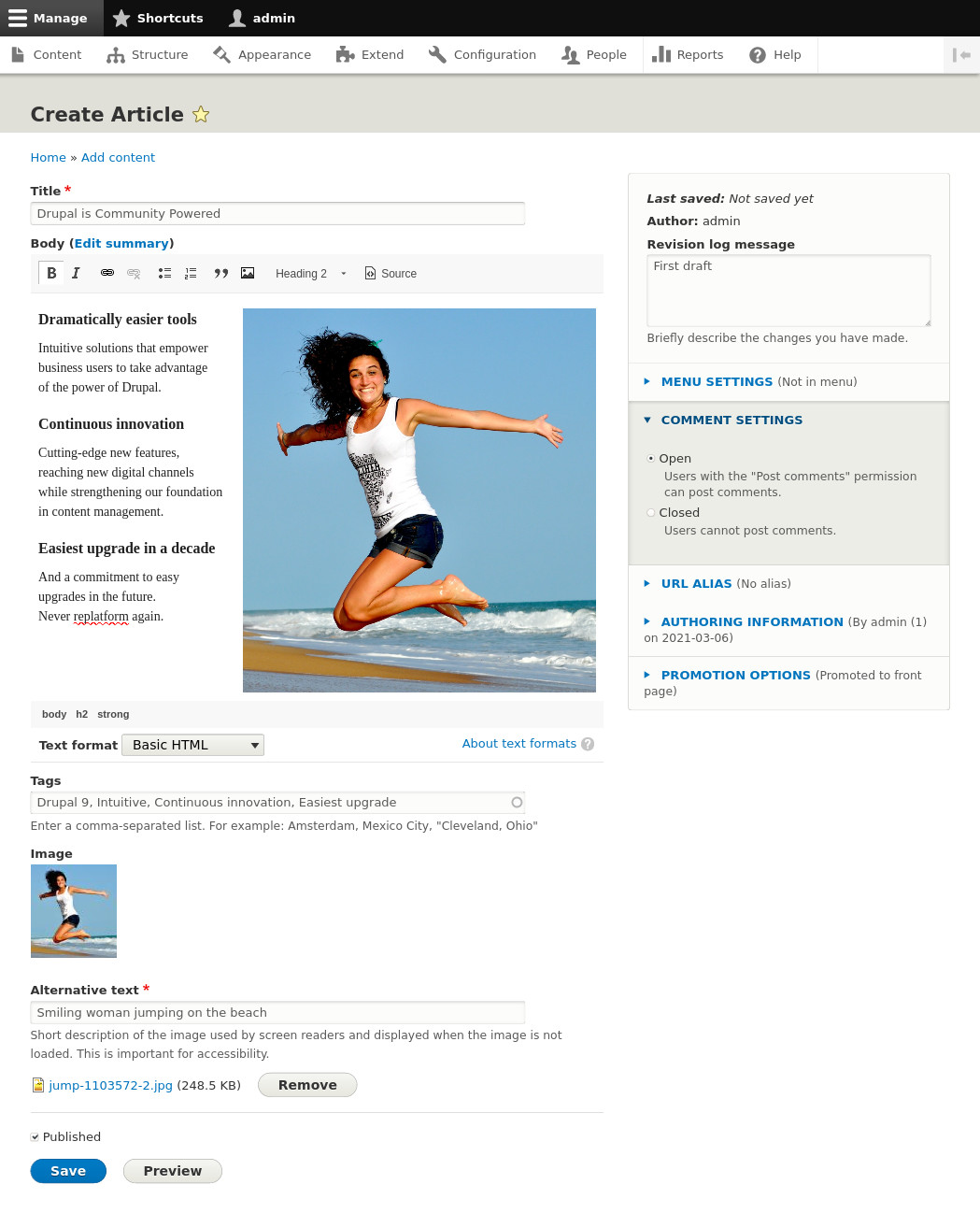
Écran de modification du contenu dans Drupal 9

## Principes
Drupal peut être utilisé à quatre niveaux différents :
1. Tel quel : une fois celui-ci installé et paramétré, il est utilisable pour créer du contenu structuré et annotable par des utilisateurs qui peuvent s'enregistrer sur le site. Les menus du site ont alors un aspect standard.
2. Personnalisation simple : il est ensuite possible de personnaliser l'emplacement d'affichage ou l'affichage lui-même, de composants visuels standards (date et heure, derniers posts, nombre de connectés, etc.) ainsi que le thème d'affichage (terme expliqué plus bas) du site.
3. Extension par ajouts externes : ajout, paramétrage et personnalisation de modules optionnels n'appartenant pas au noyau. À ce stade et au suivant, il n'est pas rare que le développeur du site écrive aussi un thème de présentation qui lui soit propre.
4. Extension par développement interne : écriture de nouveaux modules régis par la GPL, qu'il est souvent efficace (mais nullement obligatoire) de présenter ensuite à la communauté afin que celle-ci puisse participer à leur évolution.

Drupal lui-même utilise une base de données, qui comprend 60 à 300 tables selon les modules activés – et une hiérarchie de fonctions toutes substituables, qui permettent au développeur d'application expérimenté de réécrire la seule partie qu'il désire modifier, et uniquement au niveau d'abstraction auquel il s'intéresse, sans toucher au reste. La bonne ou la mauvaise connaissance du niveau exact auquel intervenir peut diviser ou multiplier le temps de réalisation d'un facteur 10 ou plus.
Drupal comporte environ 4 000 fonctions d'API, mais le site api.drupal.org permet de les retrouver en accès direct par une partie quelconque du contenu de leur nom. Dans la pratique, un module simple peut fort bien n'en utiliser qu'une dizaine, voire moins.

### Contenus, traitements, présentation

#### Contenus, ou nœuds
Drupal nomme tout contenu qu'il gère un "nœud". Une page d'article sera par exemple un nœud. Une page de livre aussi.
Ce nœud possédera d'une part un type : forum, article de fond, information brève, tutoriel, blog, commentaire, formulaire de saisie, livre collaboratif, image ou galerie d'images, sondage interactif, page de wiki, description d'article à vendre en ligne, petite annonce classée, etc. : la forme n'est plus assujettie à une architecture prédéterminée, ce qui rend le contenu aisément reconfigurable. En contrepartie de cette liberté, le concepteur doit se familiariser avec sa logique particulière.
Le nœud possédera par ailleurs, conformément aux spécifications de son type, des champs : nom, type, date, auteur, image éventuelle, corps, votes de la communauté sur son contenu, etc.
Chaque nœud peut être attaché simultanément à plusieurs termes taxinomiques si on le désire (ainsi une brève sur une médaille d'or française aux Jeux olympiques peut être rattachée à la fois à "Sport" et à "France", comme l'indique le schéma ci-contre). Le concepteur ou l'administrateur ne sont donc pas obligés d'insérer leurs contenus dans une hiérarchie initiale unique. Il faut simplement que les taxinomies restent cohérentes (A ne peut pas dépendre de B dans l'une pendant que c'est B qui dépend de A dans une autre, ce qui n'aurait de toute façon aucun sens).
À sa création, un nœud se voit attribuer un node ID (NID) qui le caractérise. Au fur et à mesure de ses révisions, s'il y en a, le système incrémente un compteur de révision ID (VID). Le concepteur peut choisir de conserver ou non les révisions autres que la plus récente. Chaque nœud possède aussi un titre, ce qui permet aux administrateurs de les gérer de façon plus commode.
La complexité du titre ne joue pas, car l'administrateur aura juste à le cliquer sur une liste, sans jamais avoir à le frapper lui-même.
Le système de révisions successives permet de revenir à une version antérieure si besoin, comme on le fait dans les wikis.

#### Traitement: modules (PHP)
Les traitements sont assurés par des modules, indépendants, juxtaposables, et combinables (un module peut utiliser les services fournis par un autre, et l'avoir comme prérequis). Ils sont activables et désactivables à volonté sans arrêter le site.
Dans Drupal 6, il existait plusieurs types de modules, les plus simples étant les suivants :
- les modules de bloc, associés à des informations de petite taille (exemple : qui est en ligne ou combien de personnes, qui sont les derniers inscrits, quels sont les derniers posts, les plus populaires...). Leurs résultats s'affichent en marge des "grands" contenus, dans des marges de droite, gauche, haut ou bas.
- les modules de nœud, qui engendrent ce qui n'est pas dans les marges : blog, forum, pages, formulaires, etc. Quatre simili-méthodes leur sont associables en standard : list, configure, save et view, qui indiquent respectivement comment le module doit signaler son existence, comment le configurer, comment sauver cette configuration et comment ce module affichera ses informations.

Dans Drupal 7, il n'existe plus que des zones : l'administrateur du site peut les déplacer à tout moment comme il le veut; le concepteur leur attribue des tailles, des polices et des teintes. Le contenu d'un nœud peut donc parfaitement s'afficher dans les marges latérales si on le désire. Cette possibilité rend des services considérables en développement, permettant d'allouer par exemple des zones au débogage.
Les fonctions d'un module peuvent renvoyer trois choses :
- un code d'erreur
- rien, ce qui constitue un autre type d'erreur (WSOD : White Screen Of Death)
- un vecteur ou un tableau (voire un tableau de tableaux) au sens de PHP. À ce niveau, il n'y a normalement encore aucune balise XHTML injectée. C'est le thème seul qui s'en charge.

Drupal 8, sorti le 19 novembre 2015, s'articule sur le framework français Symfony 2 dans un souci de normalisation, de s'ouvrir à un grand nombre de développeurs et de tirer pleinement profit de l'approche objet de PHP, en particulier les espaces de noms qui faciliteront l'isolation des modules. Il permettra l'affichage des mêmes contenus - présentés de façon appropriée dans chaque cas - sur les PC, les tablettes et les téléphones mobiles, y compris en utilisant la technologie du push.
De ce fait, Drupal adhère de facto à l'architecture REST.

#### Présentation: thèmes (CSS et PHP)
Ni les nœuds ni les modules ne s'occupent de la présentation (ni même d'ailleurs les balises XHTML). Ce sont les styles qui en sont chargés, à la manière des feuilles de style en (X)HTML. Un administrateur de site Drupal peut changer profondément le style de celui-ci en quelques clics de souris, pour une commémoration ou un autre événement, par exemple.
Ce système est conçu pour bien séparer le cœur de métier d'un créateur de site (gestion et articulation des données) de la partie uniquement visuelle, qui fait appel à des concepts bien distincts (ergonomie entre autres) et peut avoir avantage à être sous-traitée à une officine spécialisée (agence web, graphiste indépendant).
Il est géré partout où cela est possible par des entrées dans une feuille de style CSS et, là où du traitement spécifique est nécessaire (par exemple alterner deux couleurs de fond pour présenter les lignes successives d'un tableau) par des fonctions de thémage simples écrites en PHP.
Les fonctions de thémage prennent en entrée des chaînes, vecteurs ou tableaux (ou tableaux de tableaux) et produisent en retour une chaîne XHTML de mise en forme qui sera dirigée par le programmeur vers la zone de son choix, désignée par son nom et non par sa position. Le concepteur et l'administrateur du site décident en dernier ressort des endroits de la page où s'afficheront ces informations, ainsi que la couleur et la police, et cela soit par réorganisation de blocs au tableau de bord, soit par modification des feuilles définissant le style de chaque bloc.
Si l'on ne désire modifier que les polices, leurs corps, leurs graisses et leurs couleurs, le module Sweaver permet aussi de le faire dynamiquement à même le site.

### Administration des blocs
À un module de bloc sont associées des informations définies et modifiables extérieurement au module par l'administrateur :
- une information de placement (haut, bas, droite, gauche...),
- une information de priorité (en général de -10 à +10) par rapport aux autres blocs ayant la même indication de placement,
- et une information indiquant si ce bloc est activé (=doit être affiché) ou pas.

Cette composition est voisine de la box strategy définie par Donald Knuth pour rendre cohérente la composition d'ouvrages en PAO
Depuis la version 6, les informations de priorité sont gérables par simple glisser/déplacer sur un menu spécial, ce qui facilite les réarrangements fréquents.
À partir de la version 7, il n'y a plus de blocs latéraux opposés à une partie centrale, mais uniquement des régions gérées sur un pied d'égalité par l'administrateur. Ainsi une fenêtre de débogage latérale peut être déplacée d'un clic dans la partie centrale plus vaste le temps d'un développement, etc.

### Programmation événementielle
Drupal associe des exécutions de code à chaque objet cliquable (callbacks). Ce qui est développé ne possède donc pas de séquence à proprement parler, et peut être appelé dans un ordre quelconque.
Les fonctions de callback en Drupal sont voisines conceptuellement de la notion de tâche en CICS, à ceci près que la phase de compilation n'a plus lieu d'être, PHP étant un langage interprété.
- Dans les deux cas, l'application se modifie donc à la volée sans nécessité de l'arrêter ;
- En revanche, avec Drupal, il faut faire attention à n'activer (c'est-à-dire « ne faire prendre en compte par Drupal ») un module que si celui-ci est syntaxiquement valide (qu'il soit fonctionnel ou non), sans quoi c'est toute l'application qui provoque une erreur. Cela ne pose cependant pas de problème si on travaille depuis un environnement de développement intégré, comme Eclipse, où l'on ne sauvegarde en principe pas le programme en cours tant que sa syntaxe n'est pas validée depuis l'environnement éditeur.

### Rôles
L'administrateur peut affecter à chaque utilisateur (existant ou par défaut pour chaque futur utilisateur) un ou plusieurs rôles, qui regroupent un ensemble de permissions. Il est alors possible de définir finement autant de permissions que nécessaire entre l'administrateur - qui peut tout faire - et l'usager non enregistré, qui peut par exemple n'avoir le droit que de regarder le site sans le modifier.
- On peut par exemple créer les rôles de validateur de contenu (qui approuve et/ou modifie les contenus soumis pour publication), de validateur de commentaires (qui n'a ces fonctions que sur la partie commentaires), d'usager de confiance ayant droit à des commodités d'édition particulières (par exemple couleur du texte ou du fond), etc.
- On peut aussi décider que les utilisateurs non-connectés ne pourront utiliser que le format mediawiki pour entrer leurs textes, tandis que les abonnés au service auront le droit au XHTML total ou partiel avec entrée WYSIWYG, etc.

### Maintien du contenu
D'une version majeure à la suivante (4.x, 5.x, 6.x...) Drupal ne garantit nulle compatibilité ascendante du code développé, mais en revanche garantit qu'il ne sera jamais nécessaire de modifier le contenu, qui représente souvent de cent à cent mille fois (dans le cas par exemple de presse quotidienne archivée) le volume du seul code. Il se prête donc bien aux contenus nécessitant une forte pérennité : consultation d'archives de presse, de textes légaux, de suivi de clientèle, etc.
Cette décision, qui peut surprendre, est liée à l'évolution très rapide des pratiques sur l'Internet : un système de gestion de contenu qui serait astreint aux restrictions d'une analyse et d'une architecture pensées deux ans plus tôt ne serait plus forcément en phase avec les attentes du marché, et ne gérerait les nouvelles possibilités techniques (vidéo, géolocalisation, Google maps, PDA, Flash, RSS, Twitter, téléphones, tablettes, détection d'anomalies de sécurité en temps réel, etc.) que par des sortes de rustines. Or changer de CMS parce que l'ancien est en impasse coûte bien plus cher que simplement faire muter de version un CMS existant sans effectuer autre chose qu'un export/import de son contenu.
Pour cette raison, il existe toujours deux versions majeures de code successives maintenues séparément par les équipes de développeurs. On peut donc choisir si on le désire d'ignorer une version majeure sur deux. On peut aussi si on le préfère faire coexister une version de production et une version de test sur un contenu identique, etc.
Dans la pratique, les modifications ne portent la plupart du temps que sur le nombre d'arguments des fonctions existantes (API), les ajouts leur permettant des fonctionnalités supplémentaires. Voici par exemple une évolution de l'API book_toc(), qui établit la table des matières d'un contenu de type livre (ensemble de nœuds structurés) :
- Versions 4.6 à 5 : book_toc($exclude = 0)
- Version 6 : book_toc($bid, $exclude = array(), $depth_limit) : Contrôle plus fin du résultat
- version 7 : book_toc($bid, $depth_limit, $exclude = array()) : Permutation plaçant à la fin l'argument facultatif

## Architecture

### Visibilité par les moteurs de recherche
Toute page d'information dans Drupal possède une URL sous la forme : http://www.exemple.com/?q=node/83 Cette forme d'URL, non reconnue par les moteurs de recherche, peut le devenir grâce à CleanURL (dans Drupal 8, CleanURL est activé par défaut) : http://www.exemple.com/node/83 De plus, l'URL peut être rendue plus significative en utilisant un alias : http://www.exemple.com/nos_prestations.

### Langage hôte
Drupal est développé en PHP. De nombreuses fonctionnalités sont aussi programmées en JavaScript, principalement en utilisant la bibliothèque JQuery. À partir de la version 10 de drupal, cette bibliothèque est progressivement abandonnée au profit de vanilla JavaScript.

### Composants
Drupal comporte deux types de composants bien distincts :
- un « cœur » fiable et robuste, largement testé
- des « modules » de volume et qualité diverses développés librement par la communauté et mis à disposition de tous en l'état (1 800 en mars 2008, 7 210 en novembre 2010, 24 900 en décembre 2013, 50 000 en août 2023).

Le cœur est totalement francisé, ainsi qu'une partie des modules non officiels. Il est aisé de se faire une première idée de la qualité de ces modules, car le site officiel les recense et met en regard de chacun les bogues remontées[pas clair] avec leur date et celle de résolution s'il y en a eu une. Pour les corriger, on ne sera jamais si bien servi que par soi-même, ce qui est le principe même de l'Open source[réf. nécessaire] : les modules sont écrits en PHP ordinaire.
Lorsque l'usage de certains modules est durablement plébiscité, ceux-ci peuvent être incorporés dans le cœur d'une version ultérieure. Celui de Drupal 7 intègre par exemple la suite de tests automatiques SimpleTests, jusqu'alors module séparé.
Les modules sont composables entre eux pour en donner de plus puissants. Un exemple typique est OG Minutes, qui combine le module OG (organic groups gérant des communautés privées ou publiques d'utilisateurs), et Minutes (gérant les présences à un meeting), etc.

### Internationalisation et localisation en standard
Il est possible à chaque utilisateur de se déclarer un fuseau horaire et une langue. La langue de chaque contenu lui étant associé, la construction de sites internationaux et multilingues est une fonction standard de Drupal. Le site PHP-GTK, par exemple, a été l'un des premiers à posséder des contenus en français, anglais et portugais brésilien. Le grec, le kanji, le cyrillique et l'arabe, pour ne citer qu'eux, ne posent pas davantage de problème.

## Récompenses
Dans le concours organisé par la société britannique Packt, Drupal s'est classé premier en 2008 au concours des meilleurs systèmes de gestion de contenu, dans la catégorie Overall Open Source Content Management System Award (Récompense du meilleur système de gestion de contenu en accès libre), ainsi que dans la catégorie Best PHP Open Source Content Management System (Meilleur système de gestion de contenu en accès libre et en php), devant Joomla! dans les deux cas.
En 2009, il reste premier de ce concours dans la catégorie Best Open Source PHP CMS suivi par WordPress et Joomla!. En revanche, il disparaît du top 3 de la catégorie Overall, menée par WordPress. Il fait cependant son entrée en première position dans le Hall of Fame Award nouvellement créé, suivi par Joomla!.

## Caractéristiques
• Moteurs de template. — Drupal permet d'utiliser comme moteur de template XTemplate, PHPTemplate (moteur de template officiel depuis la version 4.7) mais aussi Smarty.
• Permissions. — De façon à permettre une souplesse maximale, les permissions sont gérées par des libellés que les administrateurs et rédacteurs de modules choisissent librement. Il faut juste prendre garde à ce que le même libellé ne soit pas utilisé par deux modules différents pour désigner des permissions différentes.
• Modules. — En 2008, les modules les plus utilisés sont (statistiques établies sur 85 000 installations de Drupal ayant activé le retour de statistiques. Les chiffres sont arrondis au millier pour une meilleure lisibilité) :
1. Views (39 000) : présentation de listes de contenu sur des critères de son choix[19]
2. Content Construction Kit - CCK (34 000) : création de nouveaux types de contenu par ajout de champs[20]. Intégré au core dans Drupal 7.
3. Token (32 000) : gestion de formats normalisés (par exemple les URL, etc.)
4. Pathauto (26 000) : insertion automatique de chemin en fonction du contenu
5. Update-status (21 000) : prévient des mises à jour de modules
6. Image (21 000) : remontée de contenu image par les utilisateurs[21] : Permet de créer des galeries d'images. Ce module nécessite le module upload. Il permet également d'effectuer des traitements sur les images transférées (création de vignettes, etc.). Intégré au core dans Drupal 7.

Les modules officiels sont :
- aggregator : utilisé pour agréger du contenu syndiqué (flux RSS et RDF).
- archive : affiche un calendrier pour accéder aux archives.
- block : contrôle l'affichage des boîtes apparaissant en marge du contenu principal.
- blog : fournit un moteur de blog pour mettre à jour facilement et régulièrement une page web ou un blog.
- blogapi : permet aux utilisateurs de poster en utilisant les applications qui supportent les API blogue XML-RPC.
- book : permet aux utilisateurs de collaborer à l'écriture d'un livre.
- comment : permet aux utilisateurs de commenter et de discuter le contenu publié.
- drupal : permet aux membres d'ouvrir une session en utilisant un code d'identification Drupal, et peut signaler à un serveur central l'existence du site.
- filter : contrôle le filtrage du contenu en préparation pour l'affichage.
- forum : rend possible les fils de discussion à propos de sujets généraux.
- help : contrôle l'affichage de l'aide en ligne.
- legacy : fournit un système de mise à jour de Drupal.
- locale : permet la traduction de l'interface dans d'autres langues que l'anglais.
- menu : permettre aux administrateurs de personnaliser le menu de navigation du site.
- node : permet de soumettre le contenu et de l'afficher sur des pages.
- page : active la création de pages pouvant être ajoutées au système de navigation.
- path : autorise les utilisateurs à renommer les URL.
- ping : notifie les sites intéressés que le site a été mis à jour.
- poll : permet de collecter des votes sur différents sujets sous la forme de questions à choix multiples.
- profile : support des profils utilisateurs configurables.
- search : permet la recherche par mots-clés dans l'ensemble du site.
- statistics : prend note des statistiques d'accès du site.
- story : permet aux utilisateurs de soumettre des récits, articles ou du contenu similaire.
- system : manipule la configuration générale du site pour les administrateurs.
- taxonomy : permet l'organisation du contenu en différentes catégories.
- throttle : se charge du mécanisme d'autorégulation, pour contrôler la congestion du site.
- tracker : active le suivi des messages récents pour les utilisateurs.
- upload : permet aux utilisateurs d'envoyer et d'attacher des fichiers au contenu.
- user : gère l'inscription des utilisateurs et le système d'authentification.
- watchdog : tient un journal des événements du système.
- wiki : permet d'utiliser une syntaxe wiki.

Il existe de plus des milliers de modules créés par la communauté. Les modules couvrent beaucoup de besoins des sites web modernes et comprennent même deux suites de commerce électronique. Le système de hooks (adresses URL interceptées + fonctions comportant des noms conventionnellement unifiés) et de callbacks permet de les utiliser n'importe où dans le traitement d'une requête. C'est la raison pour laquelle on trouve tant de modules proposant tant de fonctionnalités différentes.
- event : Permet d'attacher des informations de date à tout nœud, afin de l'afficher dans un calendrier des événements, ou dans un bloc regroupant les événements à venir.
- Wysiwyg API : intégration assistée à Drupal d'éditeurs HTML tel TinyMCE ou CKEditor permettant l'entrée intuitive de texte riche (gras, italique, couleur de texte  et de fond, images...) à la façon d'un traitement de texte.
- Modules permettant la saisie du contenu en forme Wikimedia, et d'avoir un wiki sous Drupal.
- module de création de contenu interactif H5P.

## Bonnes pratiques
- Appels standards. — Drupal gère et appelle[22] automatiquement les fonctions dont le nom répond aux conventions qu'il propose. Ces conventions peu contraignantes (monmodule_init(), monmodule_menu(), monmodule_form_alter()...), permettent en outre de se retrouver en terrain familier quand on utilise ou modifie un module écrit par autrui.
- Noms. — Les homonymies entre modules, que ce soit entre noms de permissions ou noms de fonctions, doivent être évitées avec soin. Il faut limiter le risque de conflits dans les noms de fonctions développées pour un site et celles pour les modules. Par exemple on peut préfixer les fonctions d'un module par un blanc souligné (_). Aussi, si l'on désire écrire une fonction de lookup, on la nommera par exemple _lookup(). Cette recommandation est souvent rappelée sur les sites de développeurs. Ces deux contraintes ont disparu avec Drupal 8 qui utilise les espaces de noms de PHP 5 dans le cadre du framework français Symfony 2 pour éviter toute possibilité de conflit.
- Localisation. — Chaque libellé destiné à l'utilisateur doit être argument de la fonction t() qui permettra d'afficher à la place, s'il existe, le libellé correspondant préalablement traduit dans l'une des langues définies comme préférées dans le navigateur[23]. Drupal est très efficace pour réaliser des sites multilingues.

### Thémage séparé
Toute sortie d'information sans exception doit se faire à travers une fonction theme(), sans quoi on ne bénéficierait pas des avantages de la séparation nette entre les informations brutes du contenu et les choix de présentation propres au site.

## Usages techniquement avancés de Drupal
Les sites suivants montrent des exemples d'intégration de la technologie flash et du format PDA à des sites Drupal. Bien que peu répandues encore, des intégrations de ce type devraient se généraliser. Ces exemples sont destinés à rappeler que Drupal n'emprisonne pas dans un cadre figé, mais constitue une simple plateforme de départ pour un site pouvant intégrer de multiples technologies.
- France 24 : site Drupal utilisant la possibilité d'affichage sur PDA.
- Boucheron : exemple de site Drupal utilisant Flash interfacé avec MOVEX ERP et une base de données IBM DB2.[réf. obsolète]

Le site drupal.org fait également état de communication bidirectionnelles avec OpenLaszlo pour réaliser des applications Internet riches.

## Autour de Drupal

### Courbe d'apprentissage
Une courbe d'apprentissage informelle permet à chacun de se situer par rapport aux autres drupalistes, ce qui aide à se grouper par niveau dans les réunions nationales ou internationales.

### Référence des API
Le site api.drupal.org donne accès à toutes les API de Drupal en format hypertexte. Une pratique commode est de télécharger son contenu par HTTrack et de consulter celui-ci au gré de ses besoins en mode non connecté depuis le navigateur d'une tablette Android ou autre, si l'on manque de place sur l'écran ou les écrans de développement.

### Métiers
Dans le cadre d'une association ayant peu de trafic et/ou d'exigences, Drupal peut être installé par une seule personne s'occupant de tout. Des sites de très grande envergure, à l'audience nationale ou internationale massive, nécessiteront de former à Drupal :
- Administrateur(s) de site et/ou de système
- Architecte(s) de contenu
- Développeur(s)
- Concepteur(s) de thèmes, spécialiste(s) en ergonomie et architecture de l'information.

### Prestataires
Une liste de prestataires Drupal est tenue à jour sur le site drupal.fr. Plusieurs de ces prestataires participent aux réunions annoncées sur le site, qui sont publiques, ce qui est une occasion de les voir en action. Une large partie d'entre eux participe également aux développements, à la maintenance et aux extensions des modules du pot commun. Une conférence européenne annuelle permet à ceux qui le souhaitent des échanges intensifs pendant une semaine. Une autre est organisée aux États-Unis.
Une société créée en 2008, Acquia, vise à assurer sur Drupal le même genre de support que Red Hat, Canonical ou Novell sur Linux, dans le cadre de la GPL. Elle ne se donne pas pour vocation la construction de sites, mais uniquement le support du produit lui-même auprès des prestataires ou de leurs clients, sur une base d'abonnement. Sa distribution validée de Drupal, GPL elle-même par la force des choses, se nomme Carbon.

### Distributions gratuites
Une distribution Drupal est un paquet comprenant le noyau Drupal, un ensemble de modules, des thèmes, des bibliothèques et des profils d'installation. Les distributions Drupal s’adressent à un cas d’usage spécifique, tel que le commerce électronique, l’intranet, le réseau social.
Téléchargeable gratuitement, Acquia Drupal contient en standard les modules Fivestar (notation des contributions de 1 à 5 étoiles) et Poll (organisation de sondages avec résultats graphiques au fil de l'eau). Intégrant tous les composants de la stack Drupal sous un panneau de commande unique, elle évite d'installer et de gérer séparément Drupal et WAMP (ou Drupal et LAMP, car il en existe une version Ubuntu), et paramètre automatiquement l'interface entre les deux. Elle constitue un bon moyen d'initiation et plus, d'autant qu'elle n'interfère nullement avec des installations antérieures éventuelles d'Apache ou MySQL (avec Wampserver ou XAMPP, par exemple), grâce à un choix libre des numéros de ports.
Tripal est une distribution Drupal open-source adaptée à la génomique, la génétique, la sélection variétale et plus généralement les bases de données biologiques. Elle s'interface avec les outils courants de ces domaines (Blast, navigateur de génome…).
Open Atrium est un package plutôt qu'une distribution, et propose une normalisation des blogs, calendriers, thèmes, documents collaboratifs, groupes, wikis et gestion d'avancement de projet ("tracking"), entre autres. Cependant, il ne sera plus supporté à partir du 31 octobre 2022.
Drupal Commerce Kickstart est aussi un package, suite complète de vente en ligne avec catalogue illustré, téléchargeable gratuitement et qui sert aussi de vitrine à ses concepteurs. Elle gère la TVA européenne.
Opigno est une plate-forme Learning management system (LMS), elle fournit une distribution, mais aussi un framework - il suffit de télécharger les différents modules séparément pour concevoir une solution e-learning sur mesure.
Open Social est une distribution de Drupal 8 permettant de créer des communautés, des réseaux sociaux d'entreprise et des intranets.
Drupal est intégrée dans un ensemble de paquets de Debian GNU/linux et est donc intégrable aux distributions dérivées de Debian.